# Lepanus villosus
Lepanus villosus är en skalbaggsart som beskrevs av Matthews 1974. Lepanus villosus ingår i släktet Lepanus och familjen bladhorningar. Inga underarter finns listade i Catalogue of Life.